# Saint-Savin (Gironda)
Saint-Savin è un comune francese di 2 810 abitanti situato nel dipartimento della Gironda nella regione della Nuova Aquitania.

## Società

### Evoluzione demografica
Abitanti censiti